# Rue de Reuilly
La rue de Reuilly est une voie située dans les quartiers du Bel-Air et de Picpus du 12e arrondissement de Paris.

## Situation et accès
Voies rencontrées
La rue de Reuilly rencontre les voies suivantes, dans l'ordre des numéros croissants (« g » indique que la rue se situe à gauche, « d » à droite) :
- boulevard Diderot
- rue Érard (d)
- Cour Saint-Éloi (g)
- rue du Colonel-Rozanoff (d)
- Square Saint-Charles (g)
- rue Montgallet (d)
- rue du Sergent-Bauchat (g)
- rue Jacques-Hillairet  (d)
- rue Antoine-Julien-Hénard (d)
- rue de la Gare-de-Reuilly (g)
- allée Vivaldi (allée verte en souterrain).

Accès

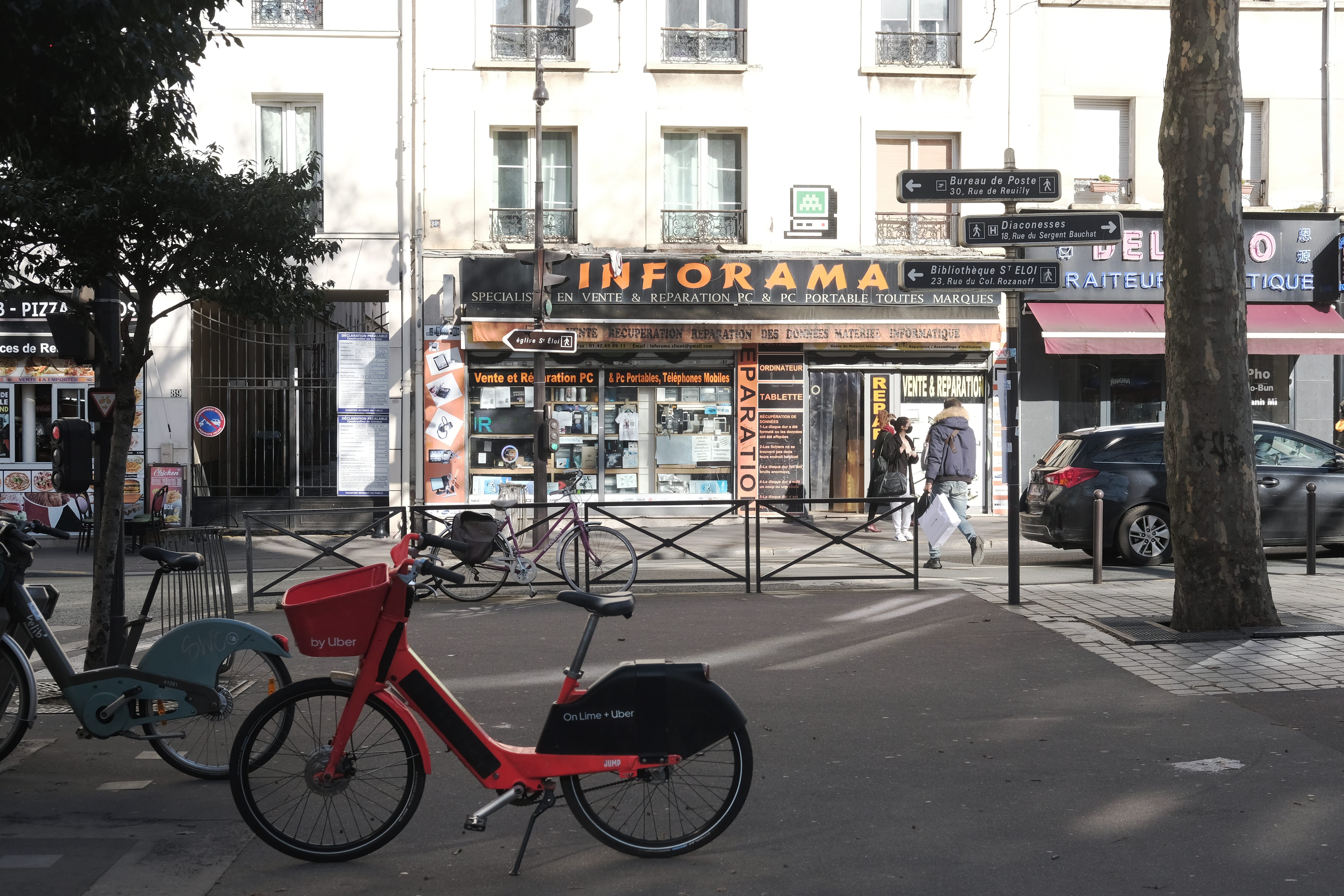
Rue de Reuilly au niveau du métro Montgallet.

La rue de Reuilly est accessible à proximité par la ligne de métro 8 aux stations Faidherbe - Chaligny et Montgallet, les lignes de métro 1 et 8 à la station Reuilly - Diderot et les lignes de métro 6 et 8 à la station Daumesnil.

## Origine du nom
Elle doit sa dénomination à l'antique palais de Reuilly (Romiliacum), où Dagobert Ier, en 629, répudia sa femme Gomatrude.

## Historique
Cette rue conduisait initialement à l'époque Mérovingienne au château de Reuilly qui se trouvait au niveau de l'actuelle caserne de Reuilly.
Avec l'actuelle rue  Claude-Decaen qui la prolonge, c’était le chemin menant directement de l’abbaye Saint-Antoine-des-Champs à Charenton. 
En avril 1789, elle fut le lieu d'émeutes populaires, lors de l'affaire Réveillon, qui furent en partie les prémices de la Révolution française.
Le 30 janvier 1918, durant la Première Guerre mondiale, le no 17 rue de Reuilly est touché lors d'un raid effectué par des avions allemands. Lors du raid du 1er avril 1918, une bombe tombe à l'angle du boulevard Diderot et de la rue de Reuilly et d'autres endommagent les nos 48 et 95 de la rue.
Au début des années 1990, Samuel Fuller a vécu avec sa famille dans un petit appartement du n°61 de la rue,.

## Bâtiments remarquables et lieux de mémoire
En se déplaçant de son début, rue du Faubourg-Saint-Antoine, jusqu'à la place Félix-Éboué.

### Plaque commémorative en souvenir du brasseur Santerre
Antoine Joseph Santerre est général chef de la Garde nationale pendant la Révolution. Il sera chargé de conduire le roi Louis XVI à l'échafaud le 21 janvier 1793. Santerre habitait au début de la rue de Reuilly. La plaque est apposée au 9 de cette rue.

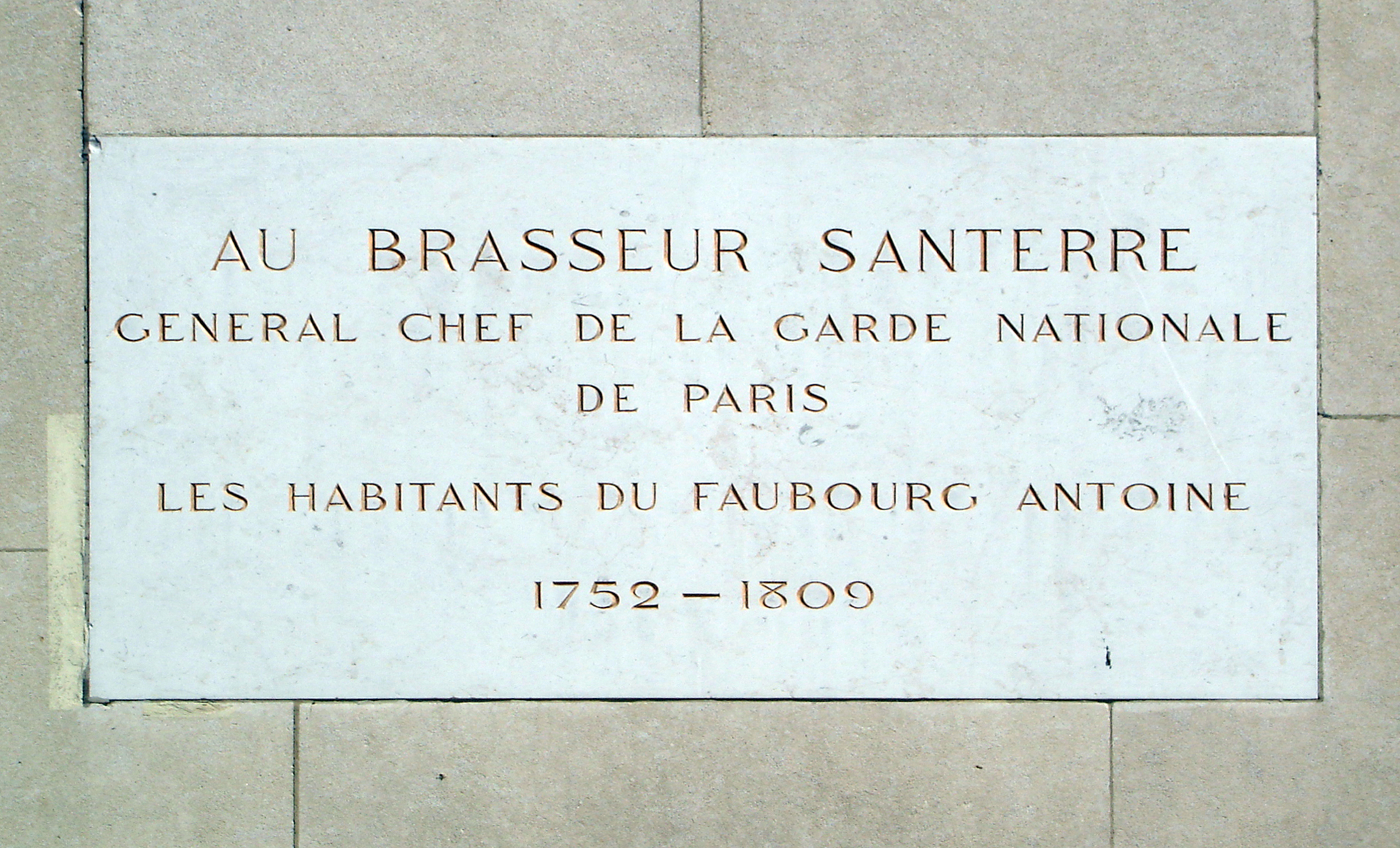

### Immeuble du début duXXesiècle
Rares sont les immeubles bourgeois du début du XXe siècle alliant la pierre de taille avec la brique. L'immeuble, situé au 19, rue de Reuilly, a été construit en 1904 par l'architecte V. Francione. Les balcons possèdent des garde-corps galbés en fer forgé.

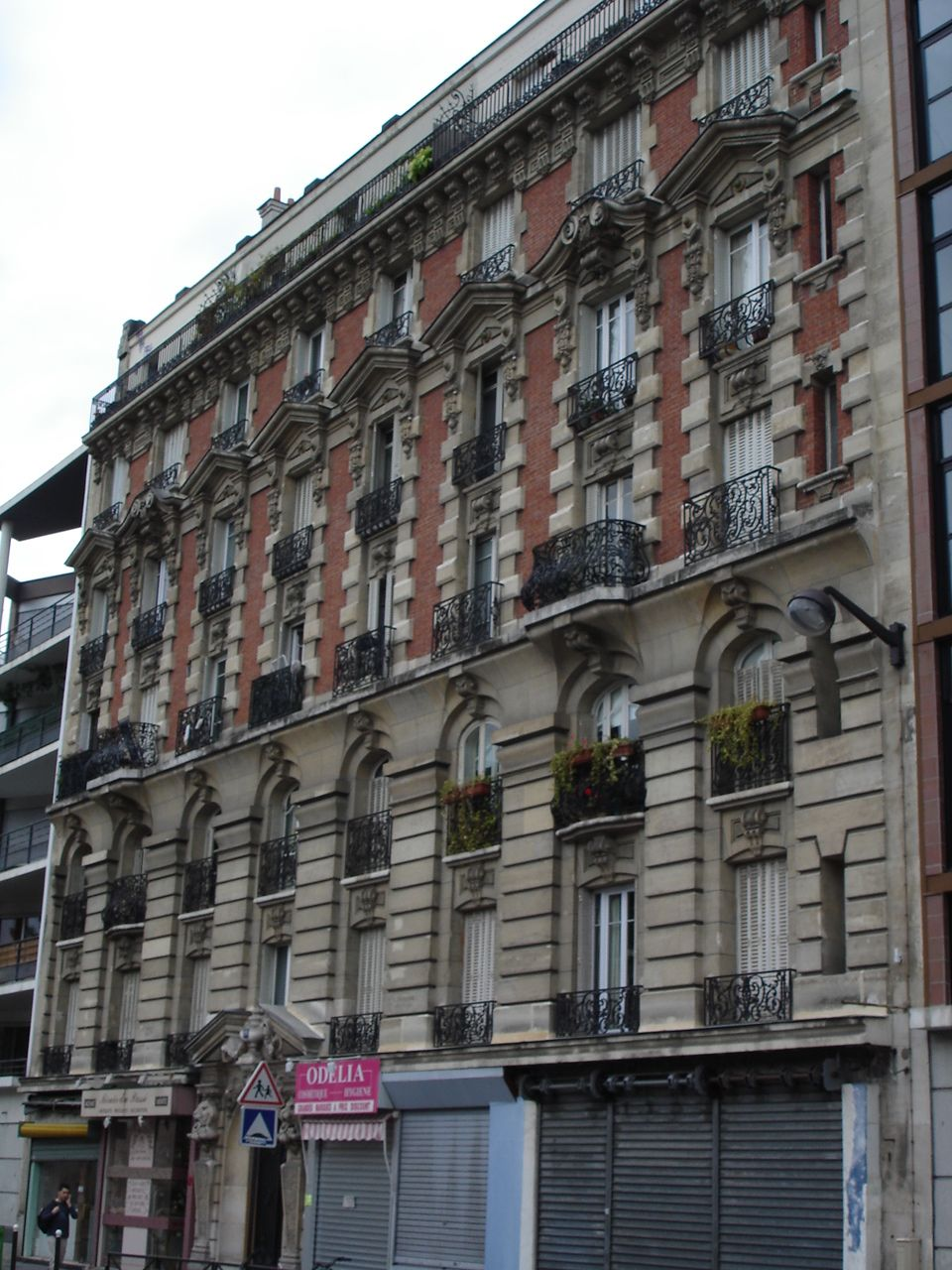
Vues d'ensemble de l'immeuble.
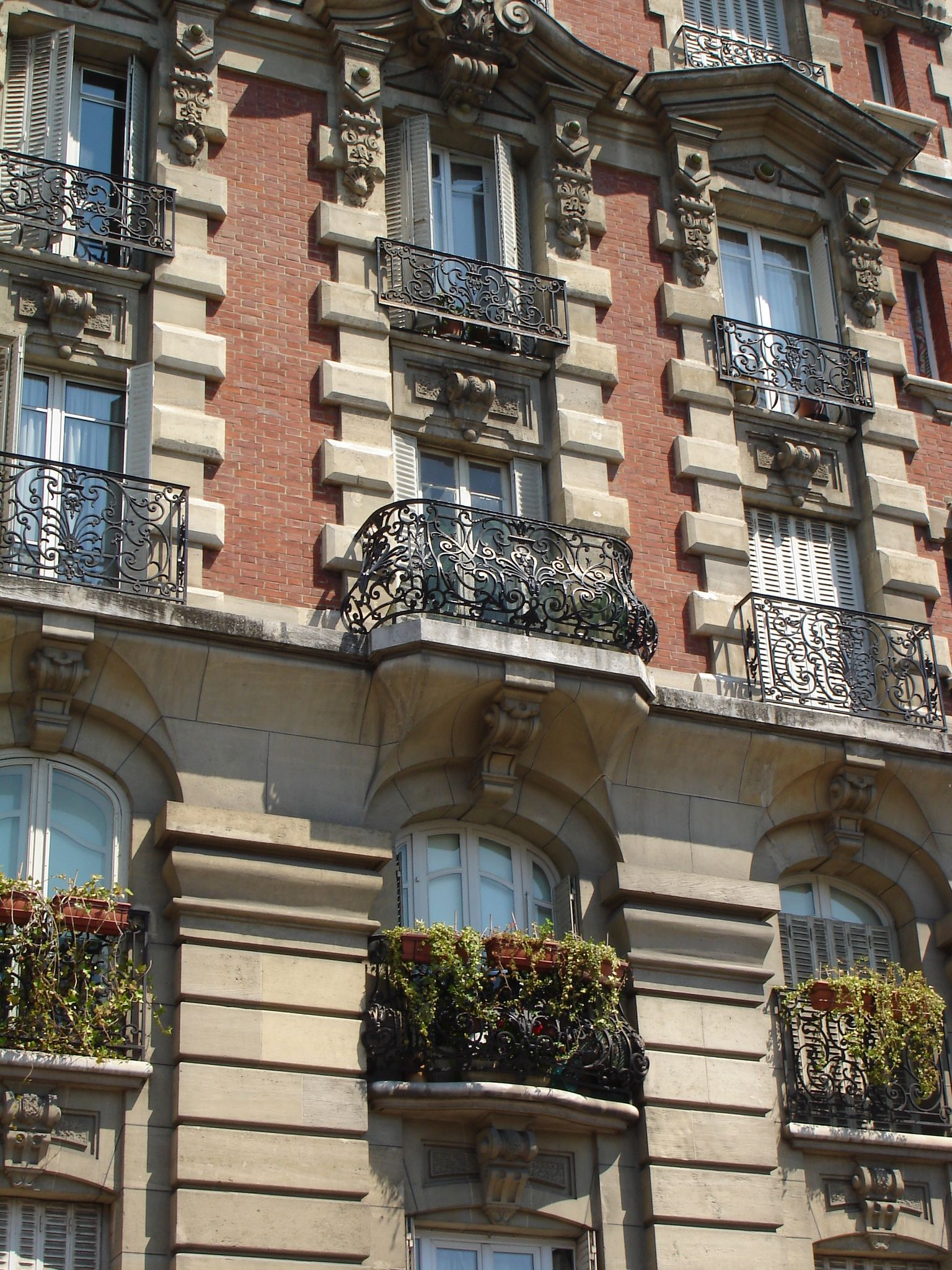
Aperçus des balcons en fer forgé.
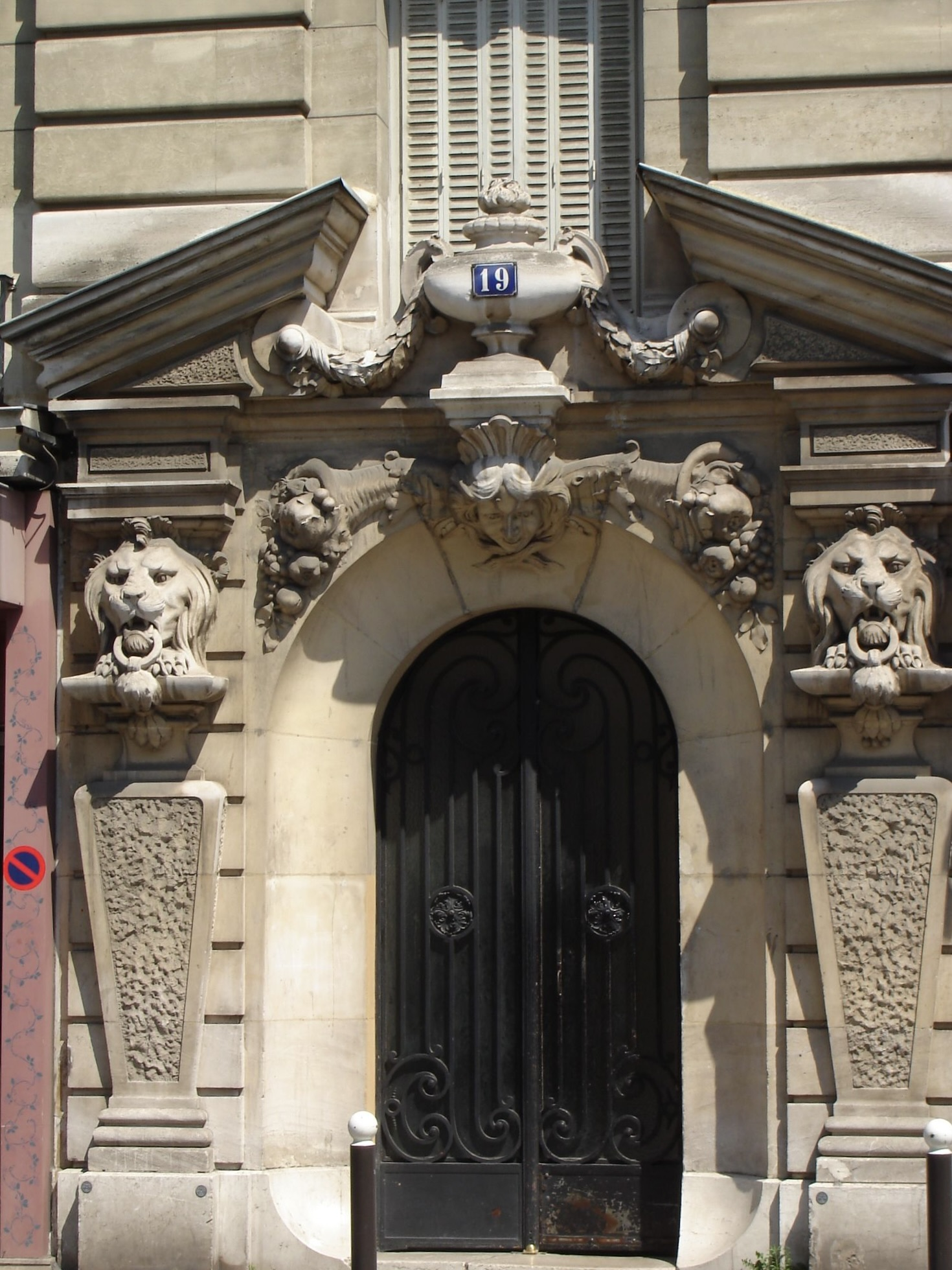
Porte d'entrée de l'immeuble.

### Caserne de Reuilly
La caserne de Reuilly est située à l'angle de la rue de Reuilly et du boulevard Diderot. Construite à l'emplacement de la Manufacture royale de glaces de miroirs au XIXe siècle, elle est désaffectée depuis 2013. Depuis 2014, elle fait l'objet d'un projet urbain mené par l'office HLM Paris Habitat.

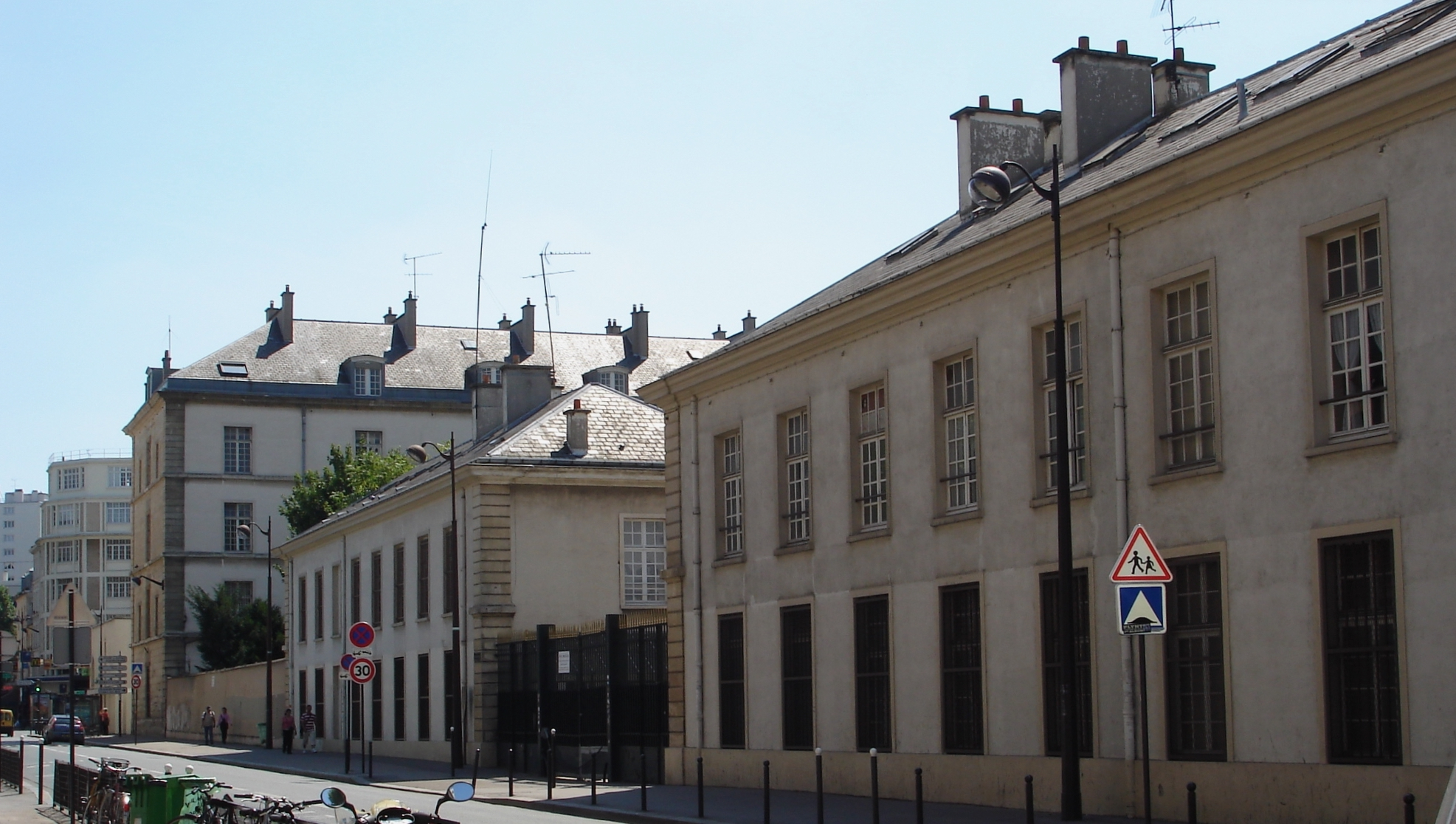
Caserne vue du côté de la rue de Reuilly.
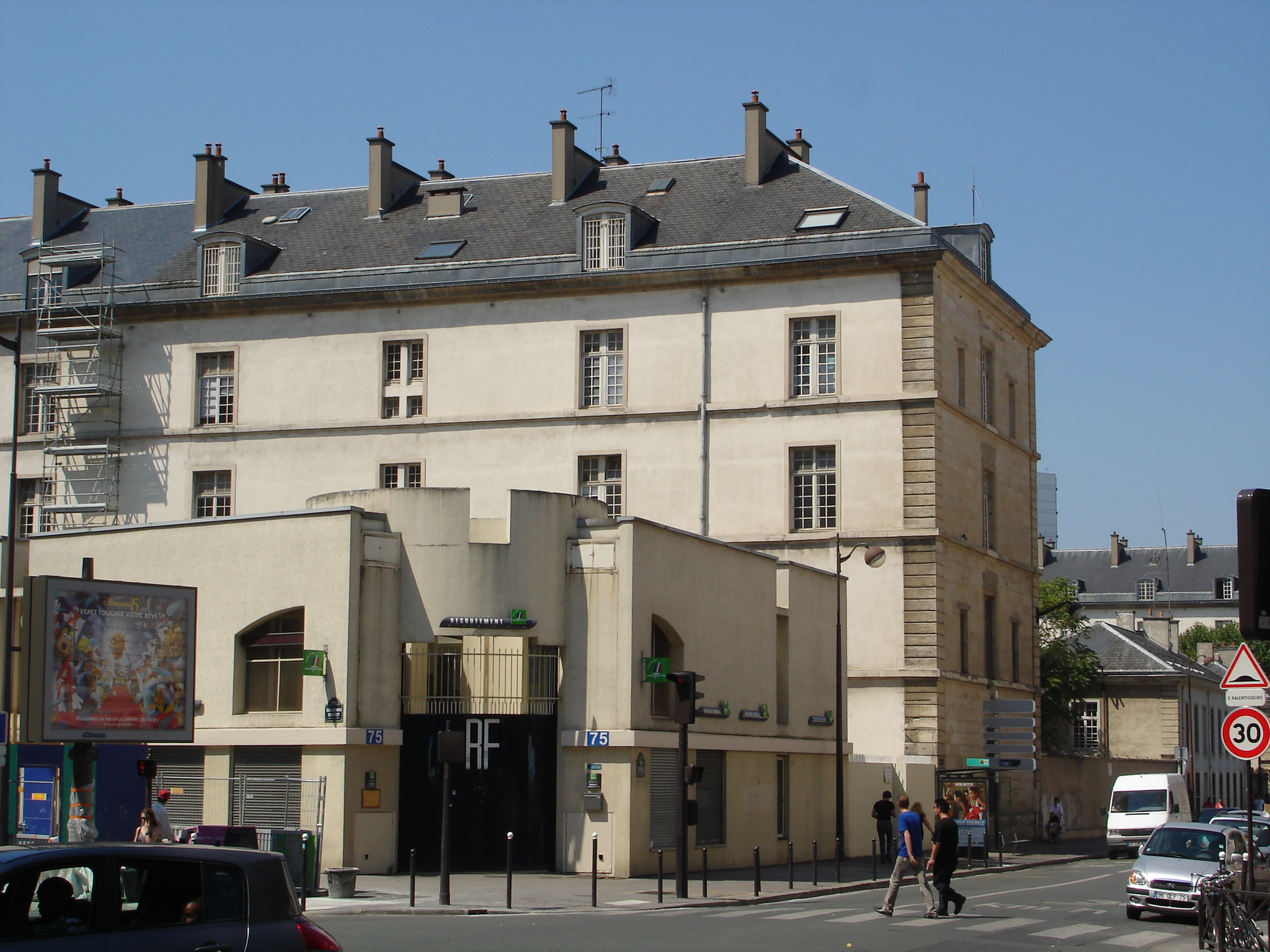
Caserne vue du carrefour Reuilly-Diderot.
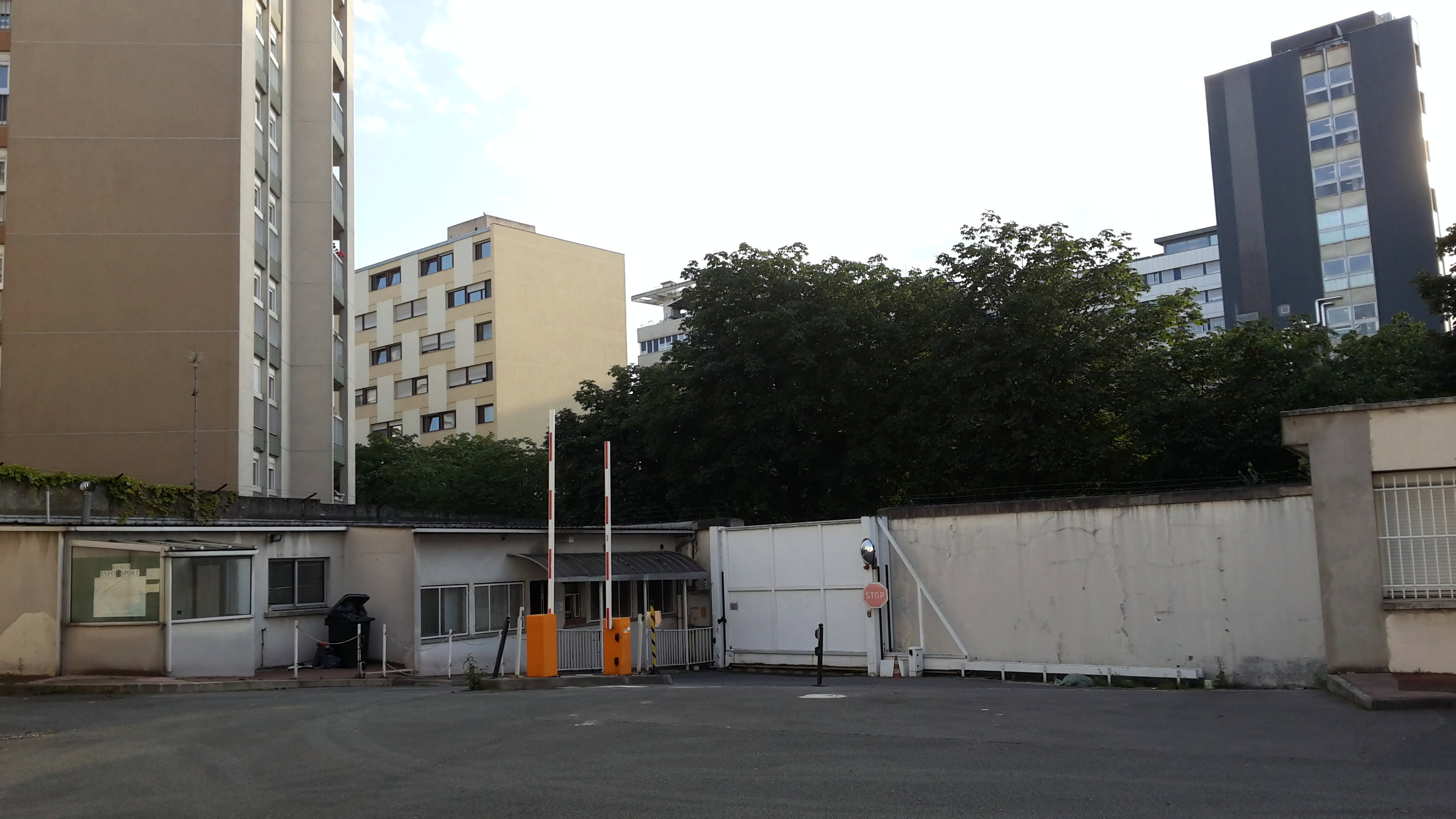
Portail de la rue de Chaligny, de l'intérieur, après désaffectation.
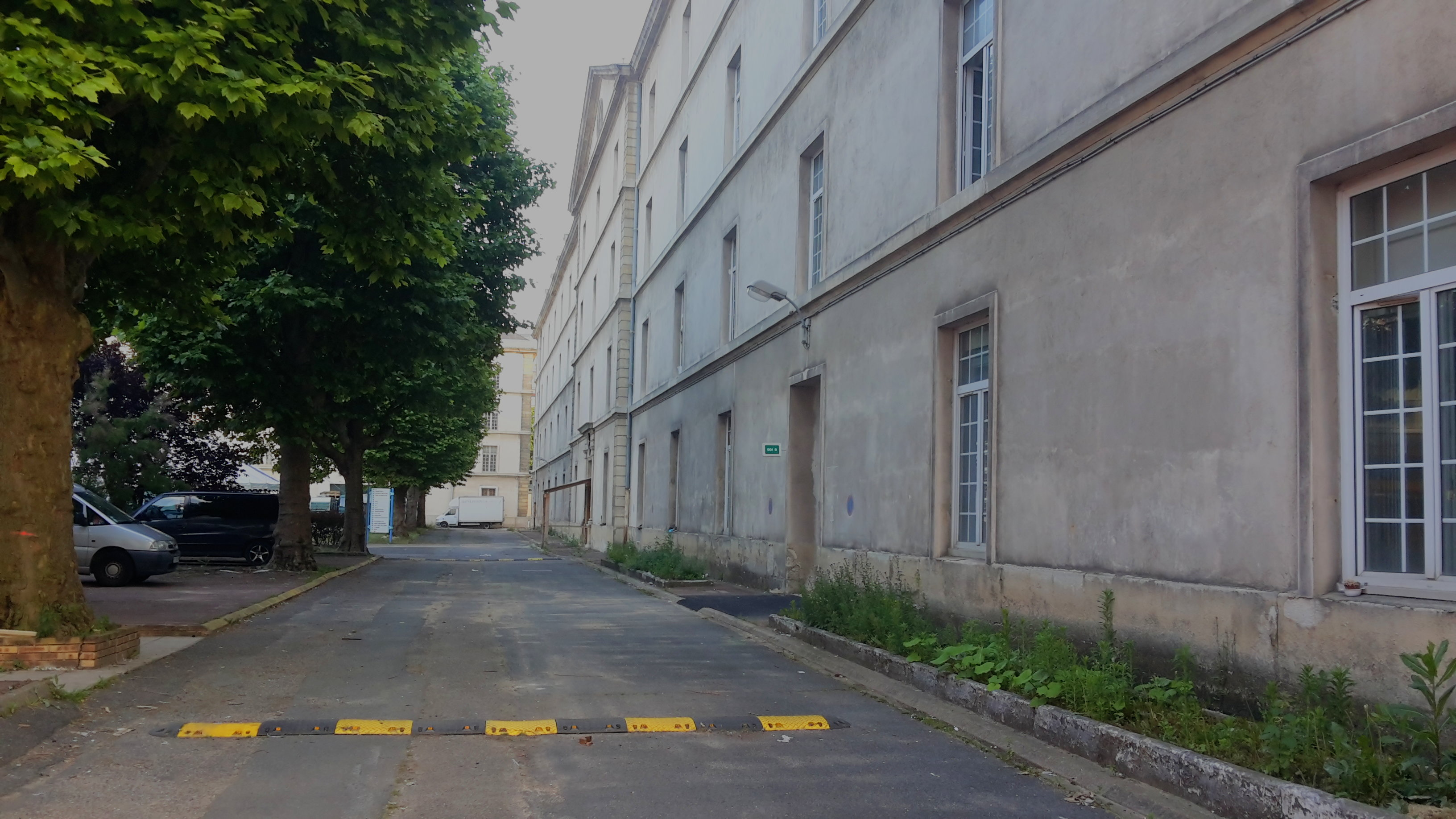
Ancien bâtiment du bureau du Service national, servant de centre d'hébergement au mouvement Emmaüs en 2014.
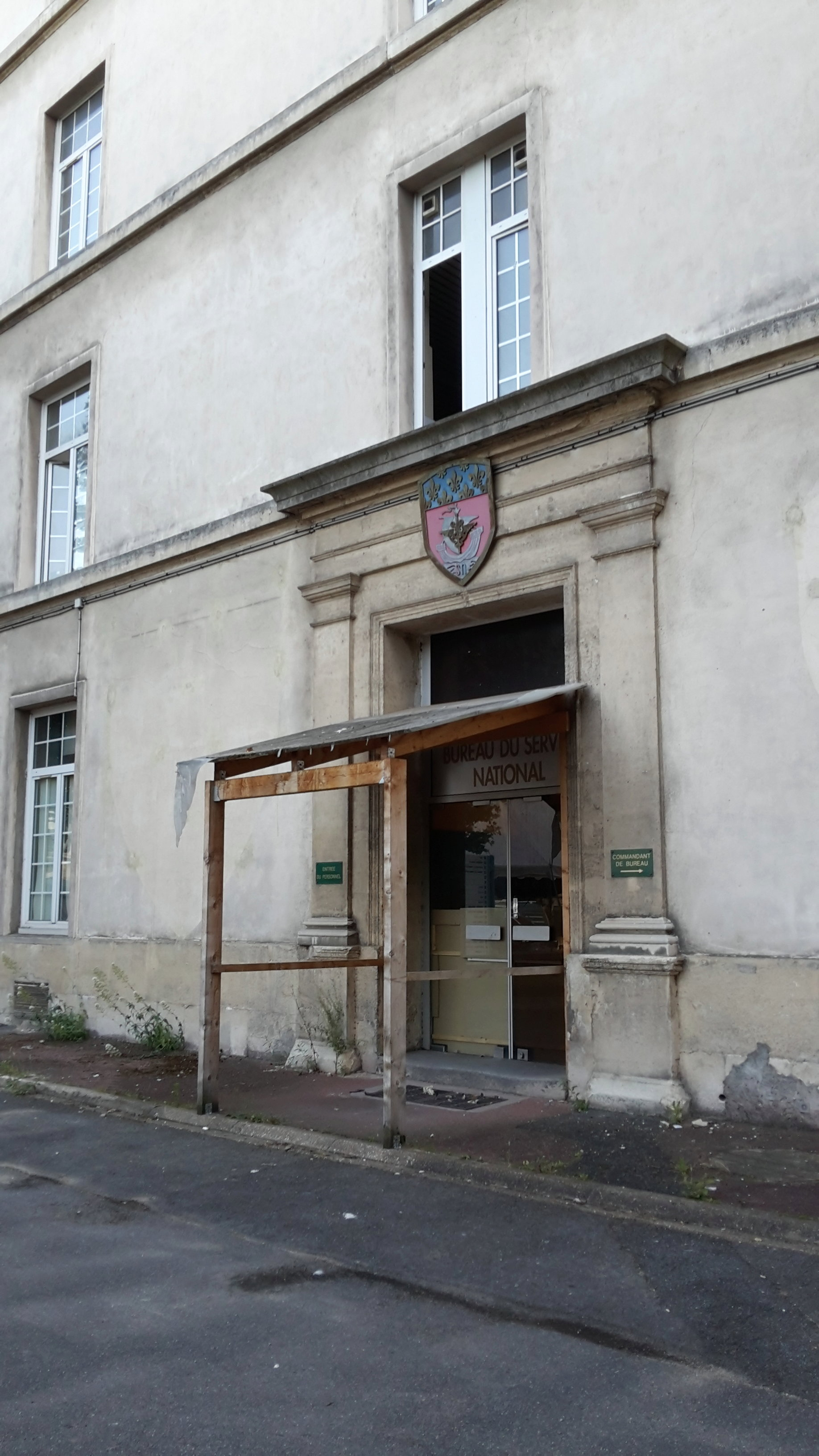
Entrée de l'ancien bureau du Service national.
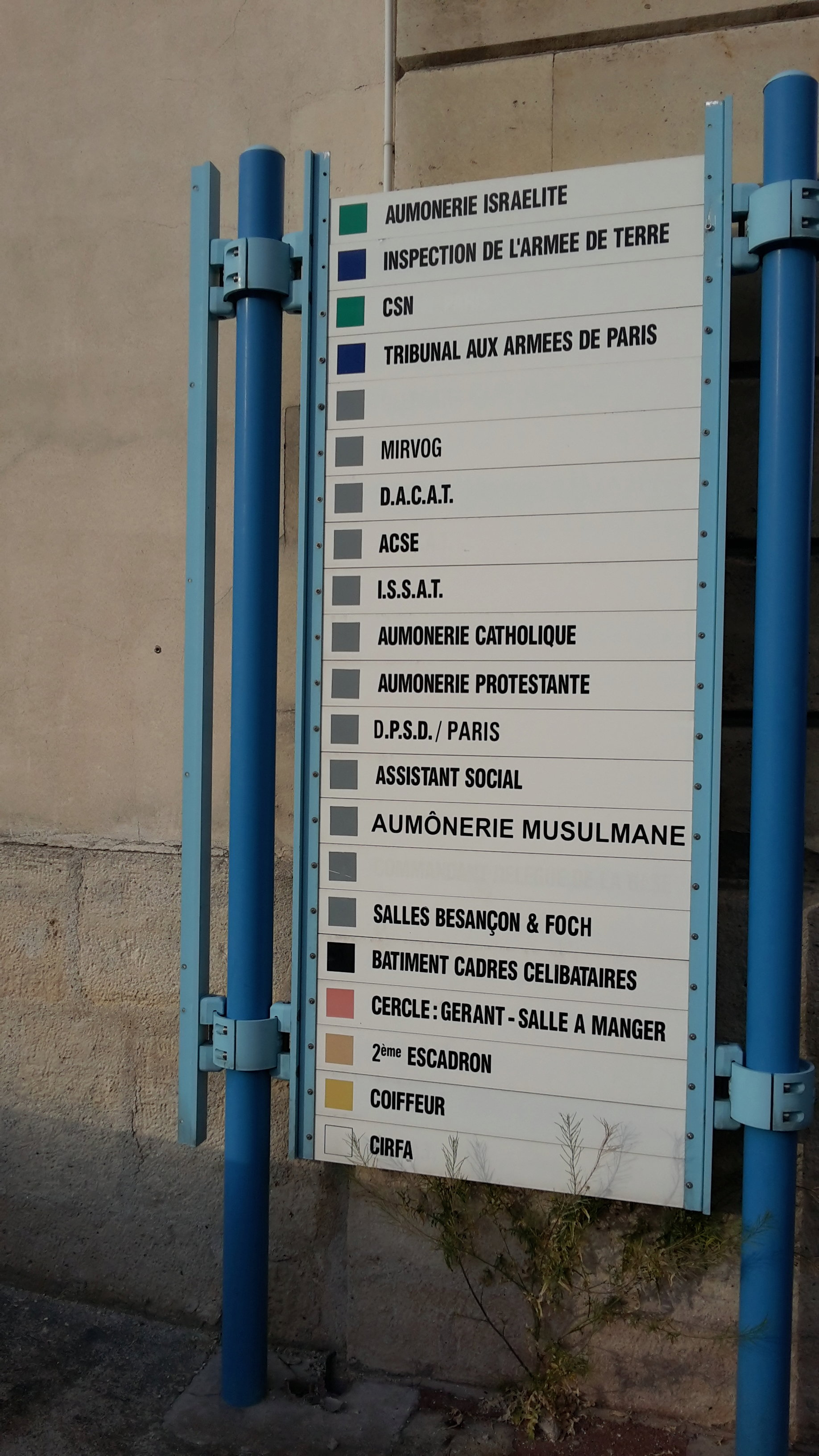
Panneau des différents services de l'ancienne caserne.

### Écoles de Reuilly et l'école Boulle
L'école maternelle de Reuilly est située au 59 de la rue, au niveau du square Saint-Charles qui permet par ailleurs aux heures ouvrables d'accéder aux deux écoles primaires de Reuilly (garçons et filles) ainsi qu'au bout de la voie à une entrée de l'école Boulle, spécialisée dans les arts appliqués et qui accueille un lycée des métiers d'art, de l'architecture intérieure et du design.

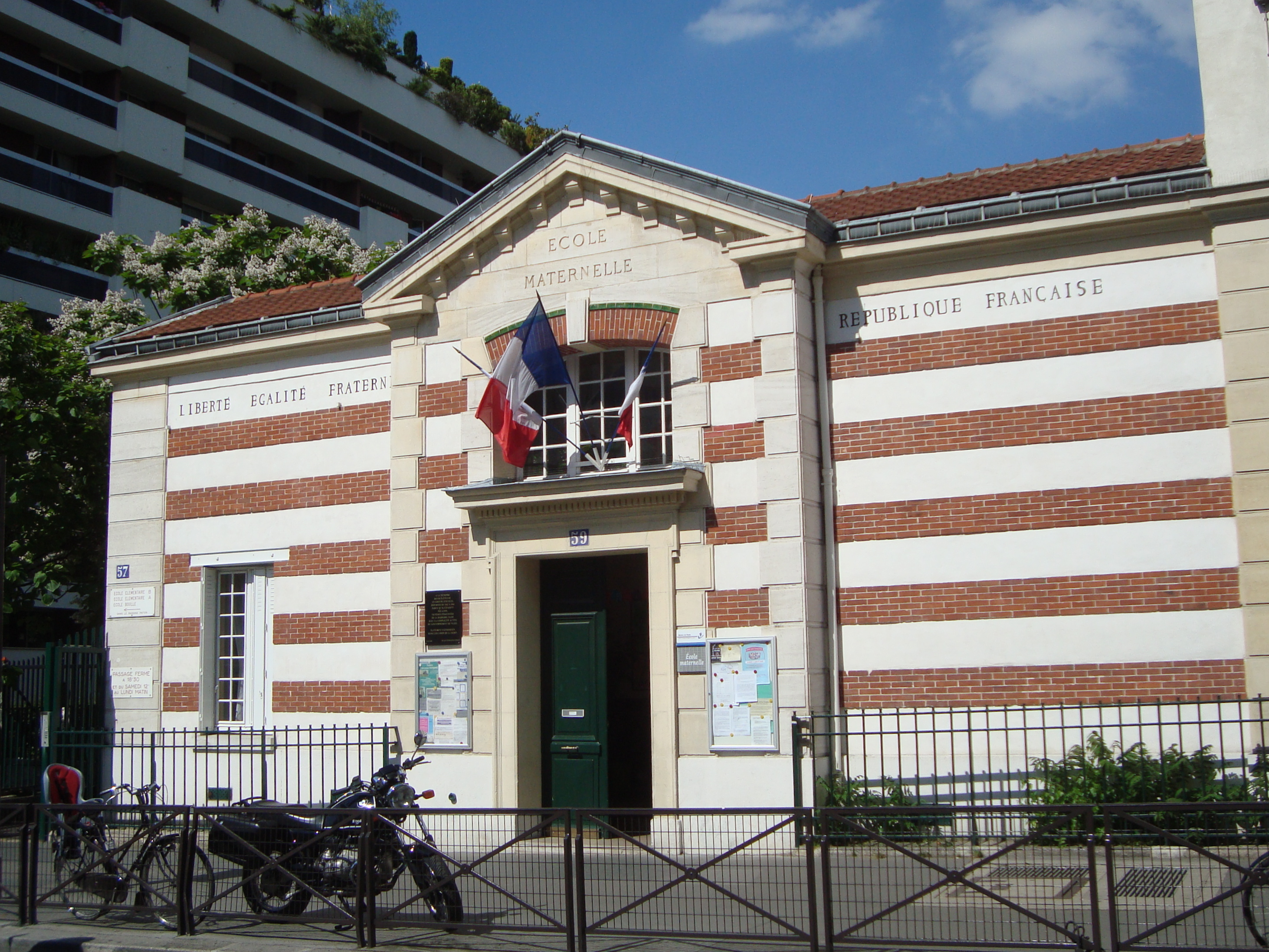
École maternelle de Reuilly.
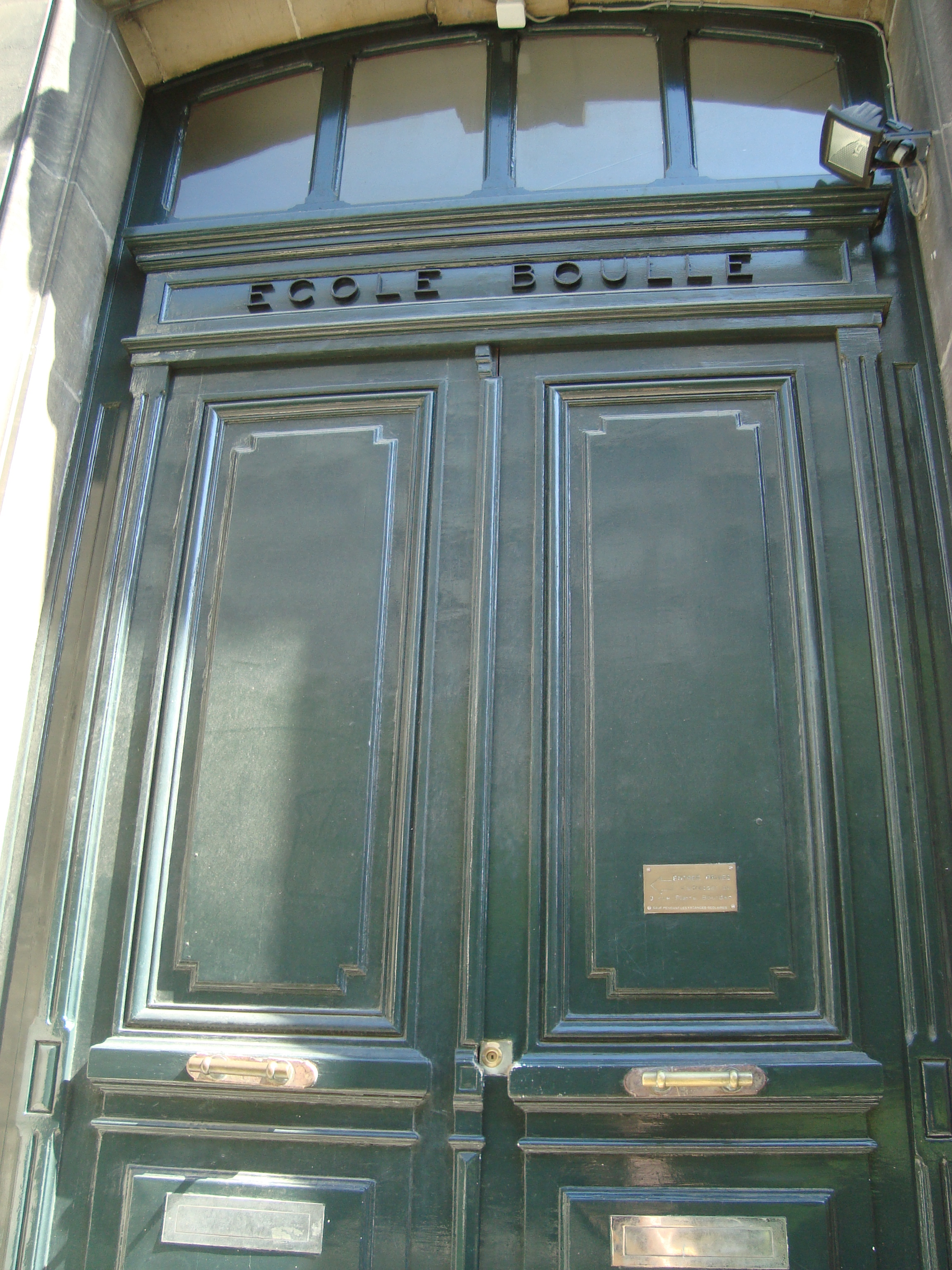
Entrée de l'école Boulle sur le square Saint-Charles, accessible par la rue de Reuilly.

### Chapelle des Filles de la Charité
Derrière une grille, au 77 de la rue de Reuilly, se trouve la maison de retraite Catherine-Labouré, dépendant de l'association Monsieur Vincent (Saint-Vincent de Paul).
Dans la cour de la maison de retraite, une chapelle est dédiée aux Filles de la Charité. C'est dans cette chapelle que reposera le corps de sainte Catherine Labouré de sa mort, le 31 décembre 1876, jusqu'à sa canonisation par le pape Pie XII le 27 juillet 1947.

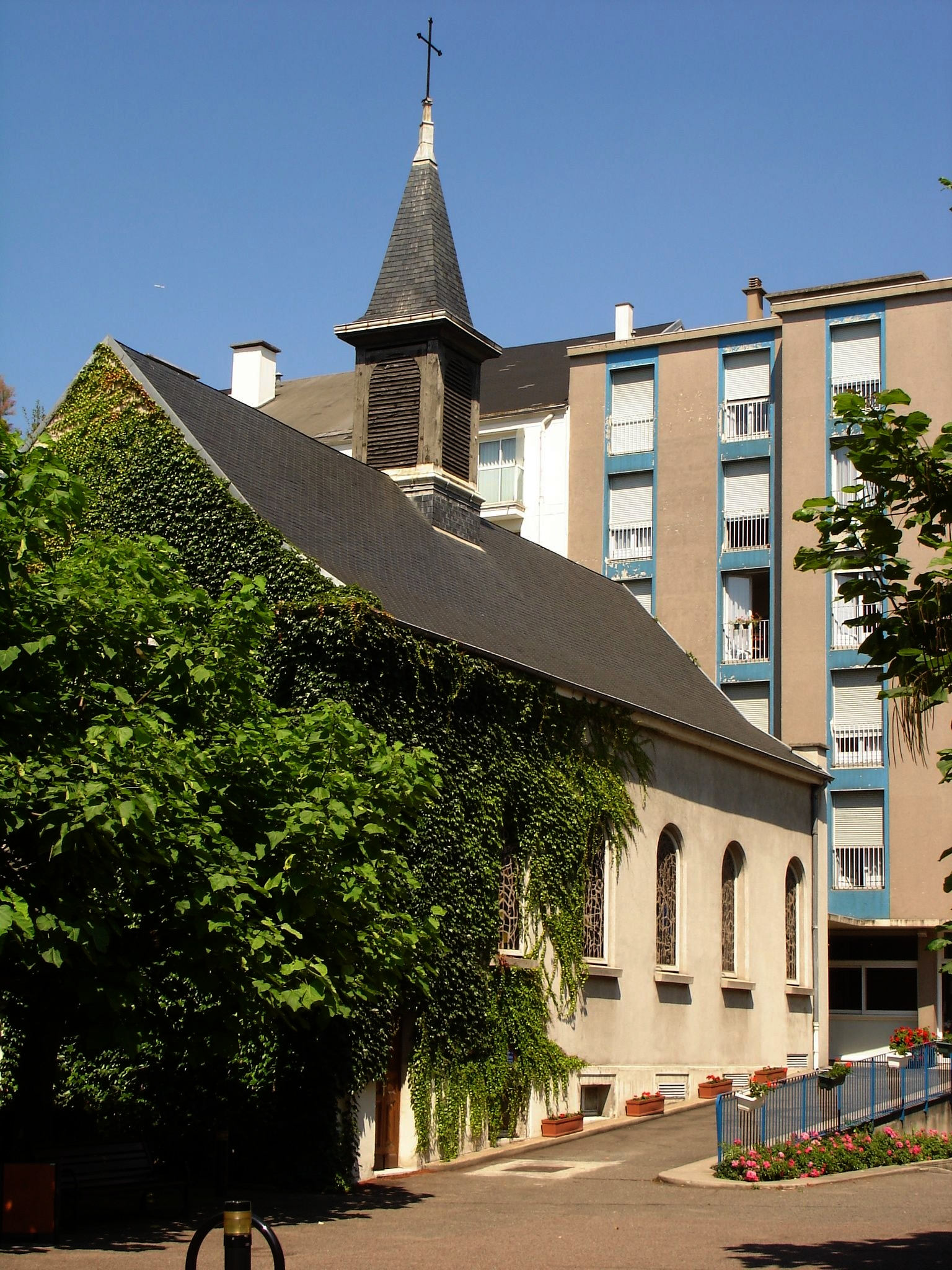
Vue de la chapelle des Filles de la Charité, 77, rue de Reuilly.

### Peinture murale
Sur le mur aveugle du 60, rue de Reuilly, une grande fresque murale en trompe-l'œil représente une serre métallique, avec un couple se penchant pour observer la rue. 

### Bâtiment UNEDIC
L'Unédic a fait construire, par l'architecte Adrien Fainsilber, au 80, rue de Reuilly, un immeuble de bureaux de 16,668 m2 (dont 2,524 m2 de restructuration) destiné à accueillir son siège social. L'immeuble livré en 1994 se présente comme un cube de verre transparent et réfléchissant. À la suite de la décision de déménager le siège de l'Unédic, l'immeuble a été cédé, en 2010, au Centre national de la fonction publique territoriale. Son siège y est désormais installé depuis Juin 2011 (il se trouvait précédemment au 10-12, rue d'Anjou, dans le 8e arrondissement).[pas clair]

Vue d'ensemble de l'immeuble de verre.
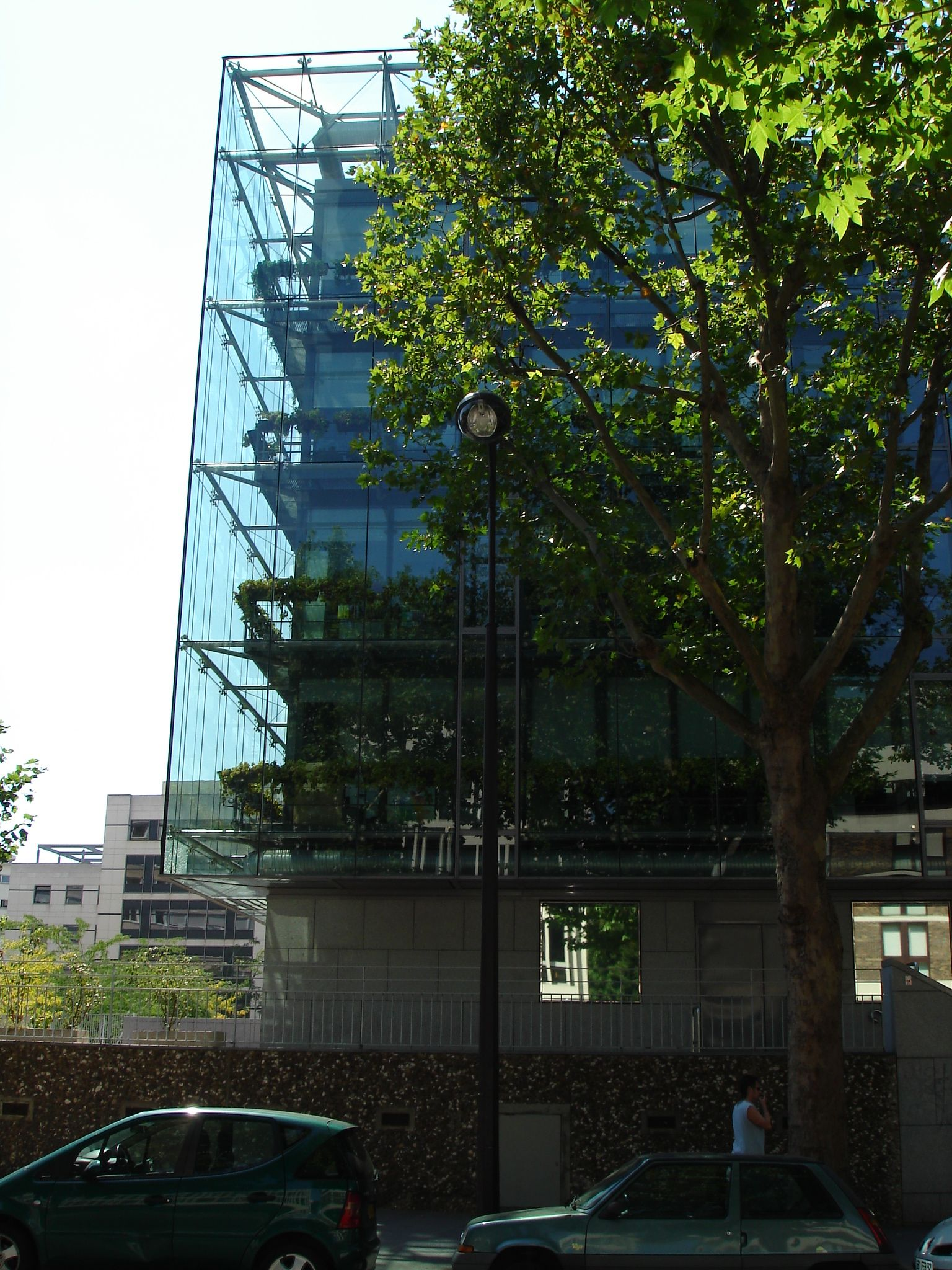
Détail de l'immeuble.

### École Saint-Éloi
Au no 99 ter se trouve l'école privée catholique Saint-Éloi.

### Collège Sainte-Clotilde
Situé au no 101 puis au no 103 rue de Reuilly, le collège privé Sainte-Clotilde est sous la responsabilité de la congrégation de Sainte-Clotilde. L’établissement abrite un bâtiment du XVIIIe siècle appelé « pavillon de chasse du duc de Guise. L’apppelation est erronée car le titre n’est plus porté à l’époque de la construction.

### Les établissements Vilmorin-Andrieux
Le 11 février 1894, les établissements Vilmorin-Andrieux, situés au no 115, sont ravagés par un incendie. Une explosion fait une vingtaine de victimes. Le sergent sapeur-pompier Gaston Bauchat meurt sur place. Les obsèques solennelles se déroulent à Notre-Dame. Une rue du quartier lui rend hommage.

### Passages et cours
Les 11e et le 12e arrondissements sont connus pour leurs nombreux passages, cours, impasses où travaillaient de très nombreux artisans (meubles, ferronnerie, imprimerie, etc.). Le square Saint-Charles, accessible seulement aux heures ouvrables, permet l'accès aux écoles primaires de Reuilly ainsi qu'à l'école Boulle. De 1978 à 1995, l'atelier de décoration sur porcelaine de Camille Le Tallec se trouvait au fond de la cour d'Alsace-Lorraine. Les ateliers vacants ont été rachetés et sont parfois transformés en lofts.

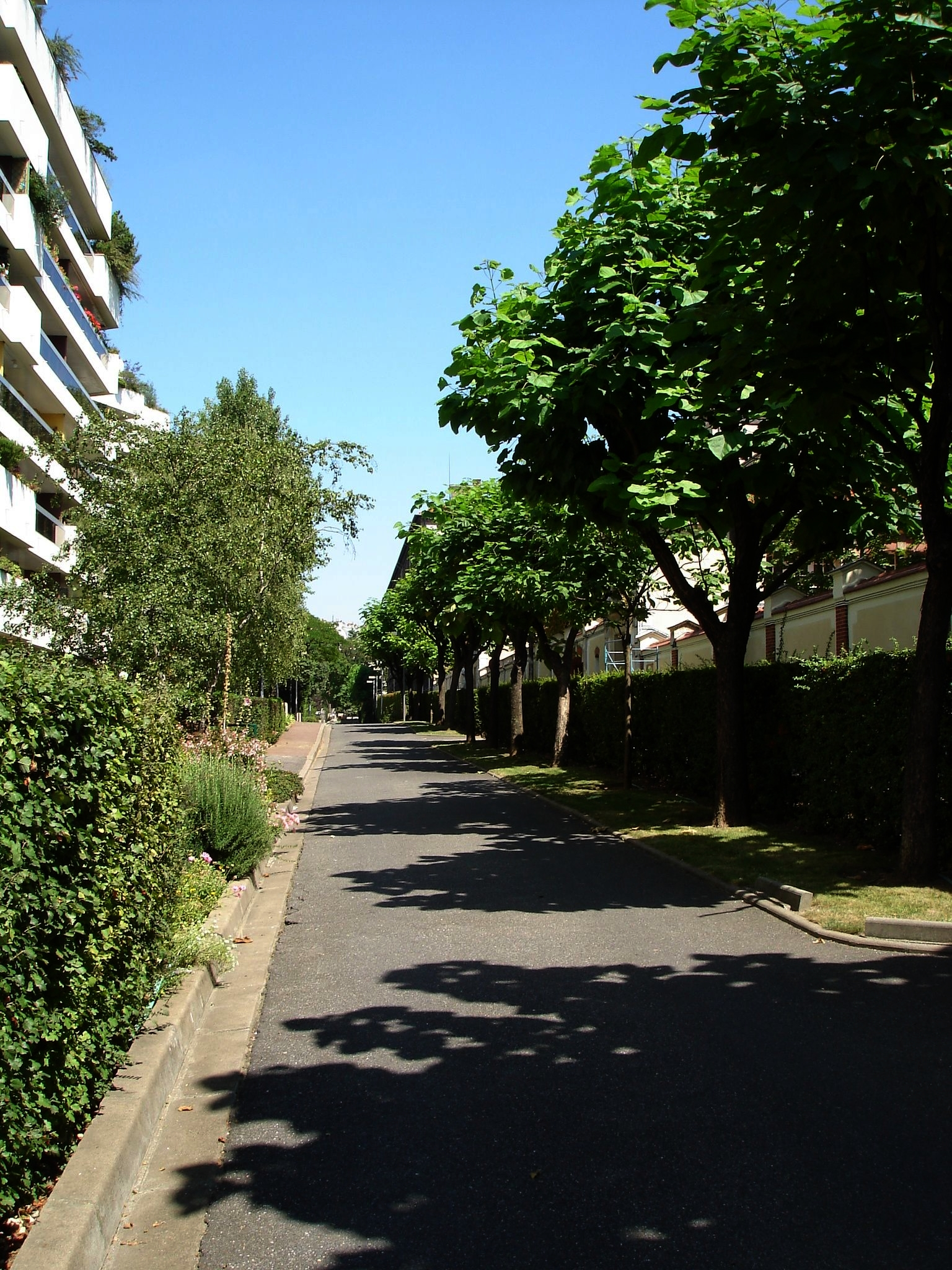
Passage privé Saint-Charles débouchant au 55, rue de Reuilly.
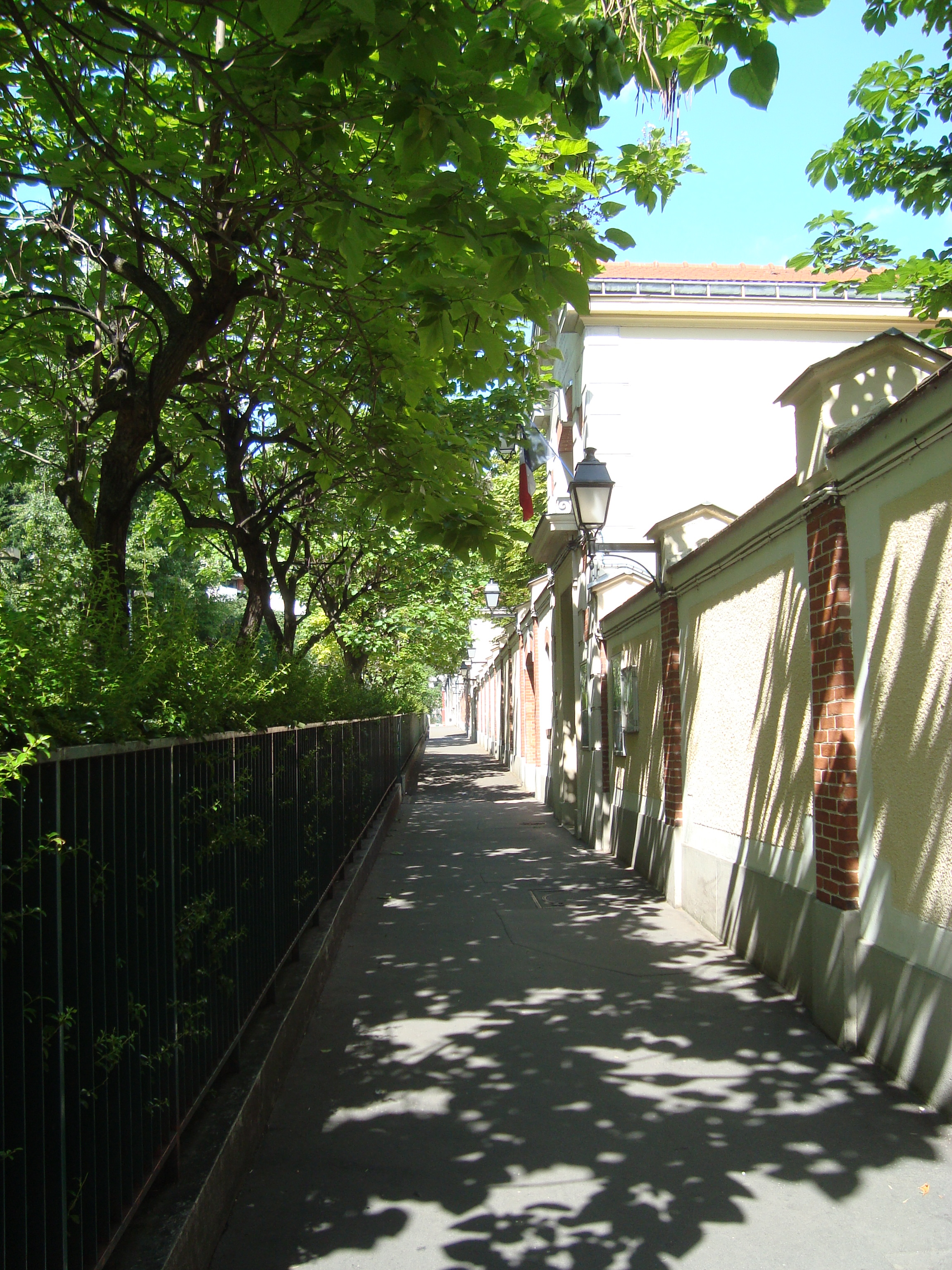
Square Saint-Charles permettant l'accès aux écoles primaires de Reuilly et à l'école Boulle.
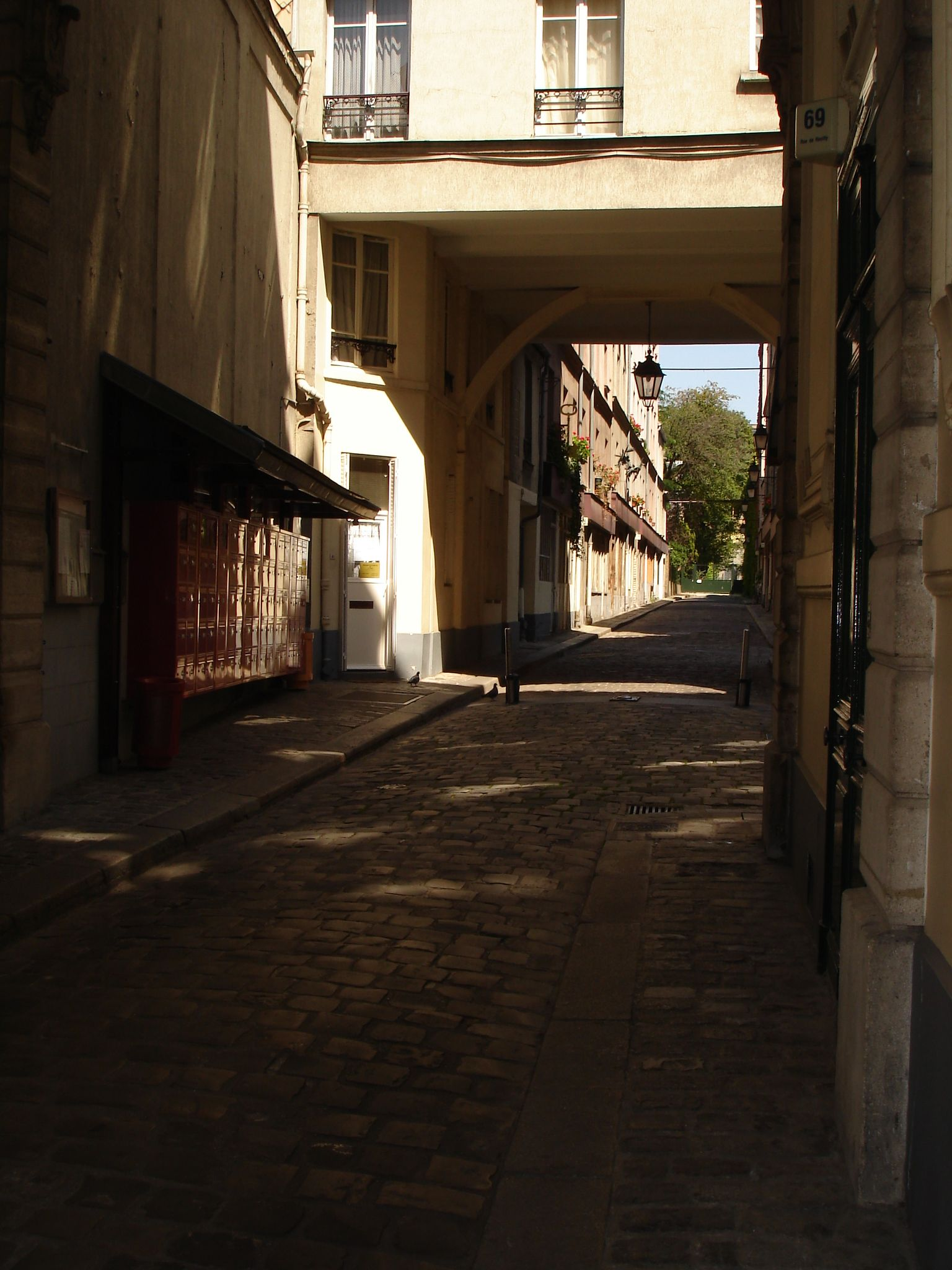
Cour d'Alsace-Lorraine débouchant au 67, rue de Reuilly.
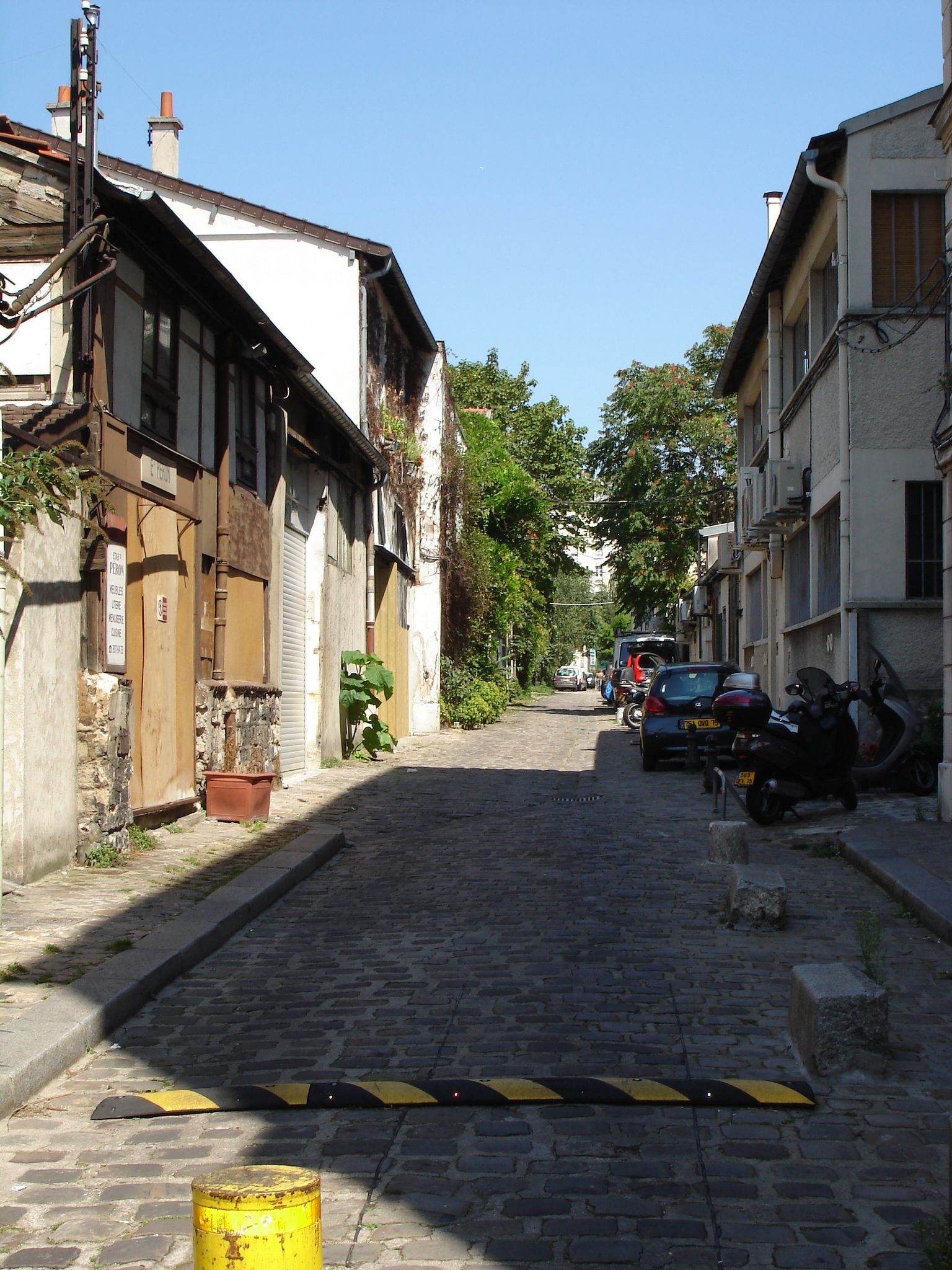
Impasse Mousset débouchant au 83, rue de Reuilly.